# Producteur délégué
Ne doit pas être confondu avec producteur exécutif.
Le producteur délégué est le responsable juridique et financier d'une œuvre, notamment vis-à-vis des investisseurs. C'est un métier spécifique aux productions d'œuvres audiovisuelles (cinéma, télévision, radio, publicité), multimédia (jeux vidéo, éditions interactives), ou du spectacle vivant.

## Description
Le producteur délégué est souvent à l’initiative du projet et, en télévision, celui qui permet qu'un projet devienne bon à diffuser.
Il est délégué[pas clair] par les autres coproducteurs (sociétés de production, chaînes de télévision). Il dresse l'agenda[Lequel ?]. Il fait respecter les devis.[Lesquels ?]
Le producteur délégué correspond partiellement au creative producer et à l'executive producer anglo-saxons. L'expression anglaise executive producer est souvent traduite à tort par producteur exécutif. En français, le producteur exécutif (« celui qui exécute ») n'a pas les mêmes responsabilités : il est mandaté par le producteur délégué et ne détient pas de parts de production[pas clair].